# Gavin Cronje
Pour les articles homonymes, voir Cronje.
Gavin Cronje, né le 21 août 1979 à Johannesbourg, est un pilote automobile sud-africain.

## Carrière
En 2008, il remporte la première saison du championnat de Formule Volkswagen sud-africaine. L'année suivante il termine finaliste de la Formule Le Mans Cup 2009 où il est battu par son coéquipier Nico Verdonck. Il a également piloté en Euroseries 3000 ainsi qu'en Formula Renault 3.5 Series.

## Résultats
- 2002 : Formule Ford Afrique du Sud, 5e
- 2002 : Formule Ford Festival, (trois courses)
- 2003 : Formule Ford Afrique du Sud, 8e
  - Formule Ford Grande-Bretagne, 17e
- 2006 : Formule 3000 Italie, 11e
  - Formula Renault 3.5 Series
  - Euroseries 3000, 10e
- 2008 : Formule Volkswagen, Champion
- 2009 : Formule Le Mans, vice-champion